# デール・C・コープランド
デール・C・コープランド（英: Dale C. Copeland）は、アメリカの国際関係学の教授。貿易、戦争、経済的相互依存を専門とする。
クイーンズ大学（学士）、ジョンズ・ホプキンス大学（修士）、シカゴ大学（博士）を卒業後、安全保障研究と政治経済学を専攻。著書に『経済的相互依存と戦争』（Economic Interdependence and War）などがあり、国家間貿易が戦争と平和のどちらをもたらすかの条件を検証し、国際学会の2017年最優秀図書賞を受賞した。また、『The Origins of Major War』の著者でもあり、世界大国の興亡とシステム全体にわたる戦争の荒廃について研究している。
その他の研究テーマは、大国間の経済的相互依存の起源、現実主義者と構成主義者の分裂、内集団／外集団理論と評判形成の論理、国際政治経済学と安全保障研究の相互関連など。